# نخ ماهیگیری

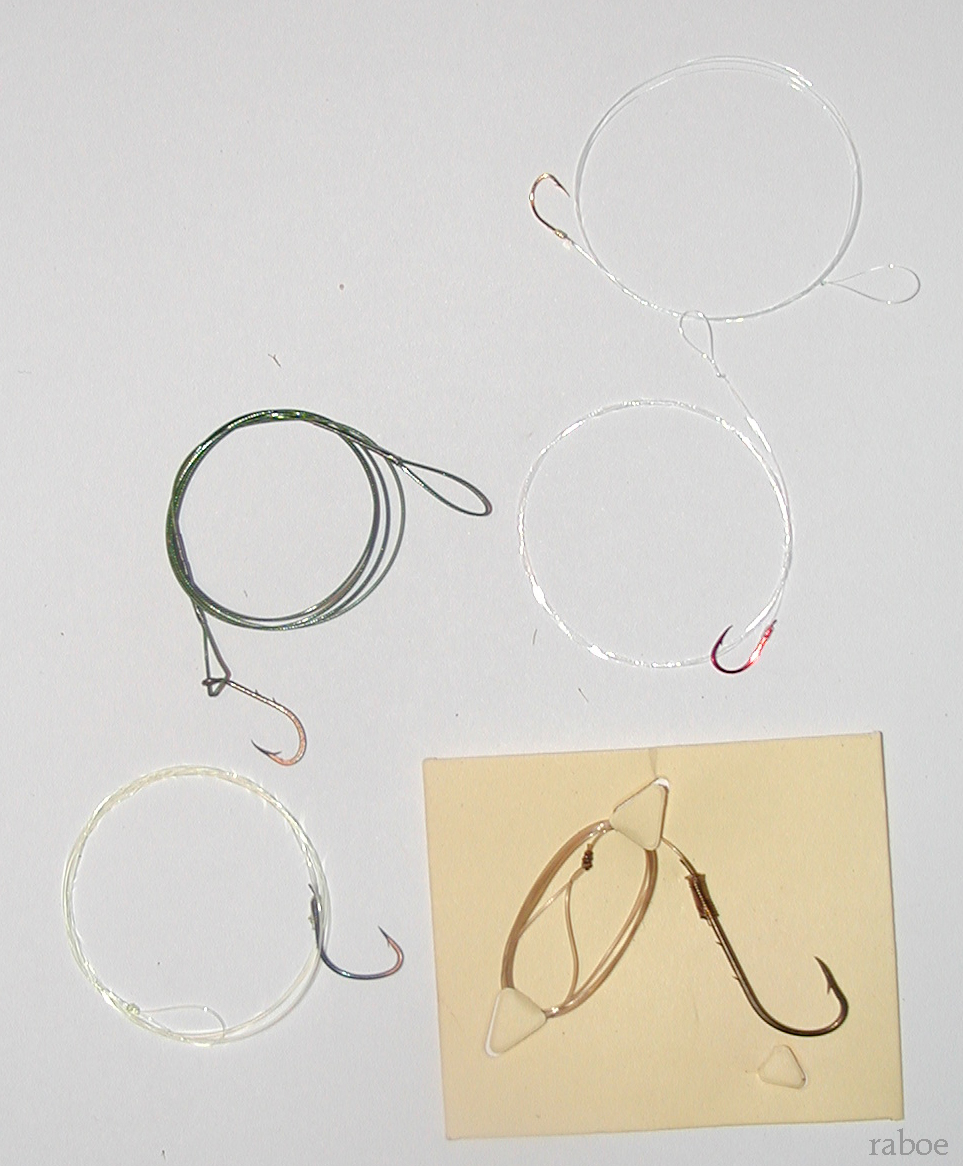
نخ ماهیگیری با قلاب متصل

نخ ماهیگیری یک طناب منعطف و با کشش بالا است که در ماهیگیری برای بستن و کشیدن ماهی به همراه حداقل یک قلاب استفاده می‌شود. نخ‌های ماهیگیری معمولاً توسط یک قرقره کشیده شده و ذخیره می‌شوند، اما می‌توان آنها را با دست، با اتصال ثابت به انتهای میله یا از طریق یک چرخ جمع کرد.
نخ‌های ماهیگیری به‌طور کلی شبیه یک ریسمان بلند و بسیار نازک است که ویژگی‌های مهمی از جمله طول، جنس، وزن و ضخامت دارد. دیگر عوامل مرتبط با محیط‌های ماهیگیری خاص عبارتند از: شکستگی، استحکام گره، مقاومت در برابر پرتو ماوراء بنفش، قابلیت ریخته‌گری، لنگی، کشش، مقاومت در برابر سایش و دید. نخ‌های ماهیگیری سنتی از ابریشم ساخته می‌شوند، در حالی که بیشتر نخ‌های مدرن از بسپار مصنوعی مانند نایلون، پلی‌اتیلن یا پلی‌وینیلیدین فلوراید ("فلوروکربن") ساخته می‌شوند و ممکن است به صورت تک‌رشته یا بافته (چندرشته‌ای) باشند.

## لغت‌شناسی
- پشتیبان: نزدیکترین قسمت نخ که معمولاً برای پوشش اولیه قرقره چرخ ماهیگیری مورد استفاده قرار میگیرد، تا از لیز خوردن ناخواسته نخ روی سطح صیقلی قرقره ( که معمولاً فلزی یا بخوبی پرداخت شده است) اعراض کند.
- نخ: قسمت اصلی نخ ماهیگیری
- ریسه: قسمت انتهایی نخ که از خود نخ کوتاهتر است و معمولاً سعی میشود نامرعی و شفاف باشد تا ماهی آنرا نبیند، ضمن اینکه از جنس محکمتر و مقاومتر از نخ اصلی در مقابل خوردگی در آن استفاده میشود تا در مقابل جویده شدن توسط ماهی یا عوامل ساختاری دیگر از آن محافظت کند. بعلاوه جنس ریسه برای گره زدن مستحکمتر بهبود یافته تا از ارتباط بین نخ و سرنخ، و قلاب و طعمه اطمینان حاصل گردد و از آسیب به نخ اصلی جلوگیری شود.